# Seymour Cromwell
Seymour Cromwell (né le 17 février 1934 à New York et mort le 2 mai 1977 à Cambridge (Massachusetts)) est un rameur américain.

## Biographie

### Palmarès

#### Aviron aux Jeux olympiques
- 1964 à Tokyo,  Japon
  -  Médaille d'argent en deux de couple[1]

#### Championnats du monde d'aviron
- 1962 à Lucerne,  Suisse
  -  Médaille de bronze en skiff
- 1966 à Bled,  Yougoslavie
  -  Médaille d'argent en deux de couple

#### Championnats d'Europe d'aviron
- 1961 à Prague,  Tchécoslovaquie
  -  Médaille de bronze en skiff
- 1963 à Copenhague,  Danemark
  -  Médaille d'argent en deux de couple

#### Jeux panaméricains
- 1963 à São Paulo,  Brésil
  -  Médaille d'or en skiff